# Le noir (te) vous va si bien
Le noir (te) vous va si bien (französisch für „Schwarz steht ihr gut“) ist ein französischer Film von Jacques Bral aus dem Jahr 2012 über die kulturelle Zerrissenheit einer jungen Muslimin und ihrem Vater.

## Handlung
Cobra ist die Tochter einer muslimischen Einwandererfamilie in Frankreich. Ihr Vater Moncef möchte sie verheiraten. Ihr Chef ist in sie verliebt. Aber sie möchte selbst wählen. Eines Tages überrascht sie ein Freund ihres Vaters in dem Café, in dem sie jeden Morgen ihren Schleier ablegt.

## Aussage des Films
Der Film zeigt einen orientalischen Vater, der mit den, für ihn absurden, Regeln der westlichen Welt überfordert ist. Er fühlt sich entwurzelt, während seinem Sohn eine Integration besser gelungen ist.
Der Film zeigt weiterhin die Suche einer jungen Frau nach Freiheit. Die so leben möchte wie die anderen Frauen um sie herum. Ein Problem, das muslimische Frauen im westlichen Europa noch immer haben.
Mit Le noir (te) vous va si bien zeigt Jacques Bral die wahre und archaische menschliche Seele auch wenn sie eigentlich in einem modernen Körper lebt. Noch immer dominieren die Männer über die Frauen, obwohl sich die westliche Welt gern tolerant geben möchte, gelingt es ihr noch immer nicht diese alten Verhaltensmuster abzulegen.
Da der Film nicht Partei ergreift und dabei die einfach nur nicht zusammenpassenden Komponenten zweier Kulturen aufzeigt, ist dieser Film sehr gut geeignet zu Lehr- und Schulungszwecken verwendet zu werden.